# Aserbaidschanischer Fußballpokal 2006/07
Der Aserbaidschanischer Fußballpokal 2006/07 war die 15. Austragung des Pokalwettbewerbs im Fußball in Aserbaidschan. Pokalsieger wurde der FK Xəzər Lənkəran, der sich im Finale gegen den MKT Araz İmişli mit 1:0 durchsetzte. Da Xəzər auch die Meisterschaft gewann, qualifizierte sich der unterlegene Pokalfinalist für die 1. Qualifikationsrunde im UEFA-Pokal 2007/08.

## Modus
Bis zum Halbfinale wurden die Sieger in Hin- und Rückspiel ermittelt. Bei Torgleichstand in beiden Spielen zählte zunächst die größere Zahl der auswärts erzielten Tore; gab es auch hierbei einen Gleichstand, wurde das Rückspiel verlängert und ggf. ein Elfmeterschießen zur Entscheidung ausgetragen.

## Teilnehmer
| Premyer Liqası (13) | Birinci Divizionu (22) Gruppe A000000000000000Gruppe B | Birinci Divizionu (22) Gruppe A000000000000000Gruppe B |
| --- | --- | --- |
| - FK Baku - MKT Araz İmişli - FK Gənclərbirliyi Sumqayıt - Gilan Qəbələ - İnter Baku - FK Karvan Yevlax - Neftçi Baku PFK - FK Olimpik Baku - FK Qarabağ Ağdam - FK Şahdağ-Samur - PFK Simurq Zaqatala - PFK Turan Tovuz - FK Xəzər Lənkəran | - ABN Bərdə - Bakılı Baku PFK - FK Baku II - İnter Baku II - MOİK Baku PFK - Neftçi Baku PFK II - FK Şahdağ Quba - FK Şərur Baku - Arsenal Baku - FK Xəzər Lənkəran II - FK Xocavənd Beyləqan | - FK Adliyya Baku - MKT Araz İmişli II - FK Energetik Mingəçevir - FK Masallı - FK Muğan Sabirabad - ANŞAD-Petrol Neftçala - FK Karvan Yevlax II - FK Göyəzən Qazax - FK Qarabağ Ağdam II - FK Qaradağ - Rote Fahne Tovuz |

## 1. Runde
In dieser Runde nahmen sechs Zweitligisten teil.
| Datum             |                            | Gesamt |                         | Hinspiel | Rückspiel |
| ----------------- | -------------------------- | ------ | ----------------------- | -------- | --------- |
| 06.09./09.09.2006 | FK Muğan Sabirabad (II)    | 1:5    | MKT Araz İmişli II (II) | 1:2      | 0:3       |
| 06.09./09.09.2006 | FK Qarabağ Ağdam II (II)   | 13:00  | FK Şərur Baku (II)      | 8:0      | 5:0       |
| 06.09./09.09.2006 | ANŞAD-Petrol Neftçala (II) | 1:4    | FK Masallı (II)         | 0:2      | 1:2       |

## 2. Runde
Teilnehmer: Die drei Sieger der 1. Runde, alle dreizehn Erstligisten und neunzehn weitere Zweitligisten.
| Datum             |                           | Gesamt |                                | Hinspiel | Rückspiel |
| ----------------- | ------------------------- | ------ | ------------------------------ | -------- | --------- |
|                   | FK Masallı (II)           | 6:0    | FK Göyəzən Qazax (II)          | 03:0 1   | 03:0 1    |
| 11.09./16.10.2006 | Neftçi Baku PFK II (II)   | 1:8    | İnter Baku (I)                 | 1:4      | 0:4       |
| 11.09./16.10.2006 | FK Xəzər Lənkəran (I)     | 12:10  | İnter Baku II (II)             | 9:0      | 3:1       |
| 11.09./16.10.2006 | Rote Fahne Tovuz (II)     | 03:13  | FK Baku (I)                    | 2:4      | 1:9       |
| 11.09./16.10.2006 | FK Xocavənd Beyləqan (II) | 1:9    | MKT Araz İmişli (I)            | 0:1      | 1:8       |
| 11.09./16.10.2006 | PFK Simurq Zaqatala (I)   | 9:1    | Arsenal Baku (II)              | 5:1      | 4:0       |
| 11.09./16.10.2006 | FK Xəzər Lənkəran II (II) | 2:9    | FK Olimpik Baku (I)            | 0:2      | 2:7       |
| 12.09./16.10.2006 | FK Karvan Yevlax II (II)  | 0:9    | FK Gənclərbirliyi Sumqayıt (I) | 0:3      | 0:6       |
| 12.09./16.10.2006 | FK Şahdağ Quba (II)       | 02:11  | Gilan Qəbələ (I)               | 2:5      | 0:6       |
| 12.09./16.10.2006 | FK Adliyya Baku (II)      | 1:4    | FK Şahdağ-Samur (I)            | 0:1      | 1:3       |
| 12.09./16.10.2006 | MOİK Baku PFK (II)        | 0:6    | FK Qarabağ Ağdam (I)           | 0:2      | 0:4       |
| 12.09./16.10.2006 | ABN Bərdə (II)            | 2:4    | FK Karvan Yevlax (I)           | 1:1      | 1:3       |
| 12.09./16.10.2006 | FK Qaradağ (II)           | 00:12  | PFK Turan Tovuz (I)            | 0:5      | 0:7       |
| 12.09./16.10.2006 | FK Baku II (II)           | 0:8    | Neftçi Baku PFK (I)            | 0:3      | 0:5       |
| 13.09./16.10.2006 | MKT Araz İmişli II (II)   | 4:0    | FK Energetik Mingəçevir (II)   | 3:0      | 1:0       |
| 13.09./16.10.2006 | FK Qarabağ Ağdam II (II)  | 0:1    | Bakılı Baku PFK (II)           | 0:1      | 0:0       |

## Achtelfinale
| Datum             |                         | Gesamt    |                                | Hinspiel | Rückspiel |
| ----------------- | ----------------------- | --------- | ------------------------------ | -------- | --------- |
| 20.11./02.12.2006 | MKT Araz İmişli II (II) | 03:10     | FK Gənclərbirliyi Sumqayıt (I) | 1:2      | 2:8       |
| 20.11./02.12.2006 | FK Şahdağ-Samur (I)     | 1:6       | İnter Baku (I)                 | 1:2      | 0:4       |
| 20.11./02.12.2006 | FK Xəzər Lənkəran (I)   | 7:0       | Bakılı Baku PFK (II)           | 4:0      | 3:0       |
| 21.11./02.12.2006 | Gilan Qəbələ (I)        | 0:3       | FK Baku (I)                    | 0:2      | 0:1       |
| 21.11./02.12.2006 | FK Masallı (II)         | 0:2       | MKT Araz İmişli (I)            | 0:1      | 0:1       |
| 21.11./02.12.2006 | PFK Simurq Zaqatala (I) | 1:2       | FK Karvan Yevlax (I)           | 1:1      | 0:1       |
| 21.11./02.12.2006 | FK Qarabağ Ağdam (I)    | (a)2:2(a) | Neftçi Baku PFK (I)            | 1:2      | 1:0       |
| 21.11./02.12.2006 | PFK Turan Tovuz (I)     | 2:1       | FK Olimpik Baku (I)            | 2:0      | 0:1       |

## Viertelfinale
| Datum             |                                | Gesamt |                       | Hinspiel | Rückspiel |
| ----------------- | ------------------------------ | ------ | --------------------- | -------- | --------- |
| 26.02./04.03.2007 | FK Gənclərbirliyi Sumqayıt (I) | 2:5    | İnter Baku (I)        | 0:2      | 2:3       |
| 26.02./04.03.2007 | FK Baku (I)                    | 2:1    | FK Xəzər Lənkəran (I) | 0:2      | 1:0       |
| 27.02./04.03.2007 | MKT Araz İmişli (I)            | 3:2    | FK Karvan Yevlax (I)  | 2:2      | 1:0       |
| 27.02./04.03.2007 | Neftçi Baku PFK (I)            | 8:2    | PFK Turan Tovuz (I)   | 7:2      | 1:0       |

## Halbfinale
| Datum             |                     | Gesamt    |                       | Hinspiel | Rückspiel |
| ----------------- | ------------------- | --------- | --------------------- | -------- | --------- |
| 12.04./22.04.2007 | İnter Baku (I)      | 0:2       | FK Xəzər Lənkəran (I) | 0:1      | 0:1       |
| 13.04./23.04.2007 | MKT Araz İmişli (I) | (a)1:1(a) | Neftçi Baku PFK (I)   | 0:0      | 1:1       |

## Finale
| Paarung           | FK Xəzər Lənkəran – MKT Araz İmişli |
| Ergebnis          | 1:0 (0:0) |
| Datum             | 27. Mai 2007 |
| Stadion           | Tofiq-Bəhramov-Stadion, Baku |
| Zuschauer         | 15.500 |
| Tore              | 1:0 Rəşad Kərimov (90.) |
| FK Xəzər Lənkəran | Kamran Ağayev – Füzuli Məmmədov, Valeri Abramidse, Darius Žutautas, Rəşad Abdullayev (82. Vüqar Nadirov) – Emin Quliyev, Mahmud Sultanov, Ceyhun Sultanov, Alim Qurbanov (57. Rəşad Kərimov) – Zaur Ramazanov, Edmond N'Tiamoah (90. Ədəhim Niftəliyev). |
| MKT Araz İmişli   | Wital Kawaljou – Saşa Yunusoğlu, Walentyn Wischtaljuk, Ceyhun Adışirinov, Murad Ağakişiyev – Dmytro Parchomenko, Ruslan Qafitullin, Camal Məmmədov (73. Arif Daşdəmirov), Zeynal Zeynalov – Azər Cabbarov, Anatolie Doroş.                               |